# 島原町
島原町（しまばらちょう）は、長崎県の島原半島にあった町。南高来郡に属した。1940年（昭和15年）に隣接する杉谷村および安中村と合併し市制施行、島原市となった。
現在の島原市の中南部、島原市の中心市街地とその周辺地域にあたる。

## 地理
島原半島の東部に位置する。東の海域には1792年（寛政4年）の島原大変によって生じた九十九島と総称される多くの島々が点在する。
- 山：眉山
- 島嶼：爛場島、兎島、観音島、口形島、子持島、繁島、鷹島、鳶島、爛島、青木島、甲島、小島、櫛形島、南天島、鱈島、劔術島、平島、亀島、蔓島、龍宮島
- 河川：音無川、大手川、白水川、境川（車川）
- 溜池：白土湖、瓢箪池、鰡（ぼら）池、元池、穢多池、芥取池、朴池
- 海域・港湾：有明海、島原港

## 沿革
地方自治体として発足した当初の島原町域の大半が、江戸時代末期までの島原城下の地域にあたる。明治に入り、1871年に島原村への編入、1878年に旧城下の大半と島原村の一部（湊部）を島原町として再分立、さらに1883年には島原町の南部（旧島原村の湊部と旧城下の船津部）を湊町として分離するなど、地方自治体として発足するまでの間に幾度かの町域変更が行われた。
- 1889年（明治22年）4月1日 - 町村制施行により、南高来郡島原町が単独町制にて発足。
- 1913年（大正2年）9月24日 - 島原鉄道線が延伸開業し、当町域に島原駅が設置される。
- 1924年（大正13年）4月1日 -  島原町、島原村、湊町が合併し、改めて島原町が発足[3]。
- 1940年（昭和15年）4月1日 - 安中村、杉谷村と合併し市制施行。島原市が発足し、島原町は自治体として消滅。

## 地名
旧来の島原町域では他の高来地域各町村に見られる名の行政区（地名）を設置していない。また、1889年に自治体として発足する際に合併を行っていないため、大字も存在しない。このため「島原町○○番地」のように町名の次に地番を表記する住所表記となる。この表記は1924年に新たに町域となった旧島原村、および旧湊町も同様である。
以下に旧来の島原町域に存在する主な通称町名（小字）を記す。
- 字上ノ町
- 字中町
- 字片町
- 字宮ノ町[6]
- 字大手
- 字大手草原（おおてくさはら）
- 字万町（よろづまち）
- 字櫻町
- 字今川町
- 字泥川
- 字加美町裏（かみまちうら）
- 字白土（しらち）
- 字白土西（しらちにし）
- 字中堀町
- 字堀町[7]
- 字新町[8]
- 字下新町[9]
- 字高島町[10]
- 字北高島町[11]
- 字高島

## 交通

### 鉄道
島原鉄道
- 島原鉄道線

（杉谷村） - 島原駅 - 島原湊駅
口之津鉄道
島原湊駅 - （安中村）
口之津鉄道は1943年に島原鉄道に合併した。以降、旧町域には1960年に島原外港駅（現・島原港駅）、1984年に島鉄本社前駅（現・霊丘公園体育館駅）が新たに設置されている。

## 名所・旧跡
- 九十九島[2]
- 島原城跡

## 島原町出身の著名人
- 前田義信（交通経済学者）